# Unione Sportiva Pergolettese 1932 2013-2014
Questa pagina raccoglie le informazioni riguardanti l 'Unione Sportiva Pergolettese 1932 nelle competizioni ufficiali della stagione 2013-2014.